# Hardy-Raum
In der Funktionentheorie ist ein Hardy-Raum {\displaystyle H^{p}} ein Funktionenraum holomorpher Funktionen auf bestimmten Teilmengen von {\displaystyle \mathbb {C} }. Hardy-Räume sind die Entsprechungen der {\displaystyle L^{p}}-Räume in der Funktionalanalysis. Sie werden nach Godfrey Harold Hardy benannt, der sie 1914 einführte.

## Definition
Üblicherweise werden zwei Klassen von Hardy-Räumen definiert, abhängig von dem Gebiet {\displaystyle D\subset \mathbb {C} } in der komplexen Ebene, auf dem ihre Funktionen definiert sind.

### Hardy-Räume auf der Einheitskreisscheibe
Sei {\displaystyle \mathbb {D} =\{z\in \mathbb {C} :|z|<1\}} die Einheitskreisscheibe in {\displaystyle \mathbb {C} }. Dann besteht für {\displaystyle p>0} der Hardy-Raum {\displaystyle H^{p}(\mathbb {D} )} aus allen holomorphen Funktionen {\displaystyle F:\mathbb {D} \to \mathbb {C} }, für die gilt
{\displaystyle \sup _{0<r<1}\left({\frac {1}{2\pi }}\int _{0}^{2\pi }\left|F(re^{i\theta })\right|^{p}\;{\rm {d}}\theta \right)^{1/p}<\infty .}
Der Wert des Terms auf der linken Seite dieser Ungleichung wird als „{\displaystyle H^{p}}-Norm“ von {\displaystyle F} bezeichnet, in Symbolen {\displaystyle \|F\|_{H^{p}}}.
Für {\displaystyle p=\infty } setzt man {\displaystyle \textstyle \|F\|_{H^{\infty }(\mathbb {D} )}=\textstyle \|F\|_{\infty }=\sup _{z\in \mathbb {D} }|F(z)|}
und versteht unter {\displaystyle H^{\infty }(\mathbb {D} )} den Funktionenraum der beschränkten holomorphen Funktionen {\displaystyle F:\mathbb {D} \to \mathbb {C} }, also den Raum, für den diese Supremumsnorm der darin liegenden Funktionen {\displaystyle <\infty } ist.

### Hardy-Räume auf der oberen Halbebene
Sei {\displaystyle \mathbb {H} =\{x+iy\in \mathbb {C} :y>0\}} die obere Halbebene in {\displaystyle \mathbb {C} }. Dann besteht für {\displaystyle p>0} der Hardy-Raum {\displaystyle H^{p}(\mathbb {H} )} aus allen holomorphen Funktionen {\displaystyle F:\mathbb {H} \to \mathbb {C} }, für die gilt
{\displaystyle \sup _{y>0}\left(\int _{0}^{\infty }\left|F(x+iy)\right|^{p}\;{\rm {d}}x\right)^{1/p}<\infty .}
Der Wert des Terms auf der linken Seite dieser Ungleichung wird ebenfalls als „{\displaystyle H^{p}}-Norm“ von {\displaystyle F} bezeichnet, in Symbolen {\displaystyle \|F\|_{H^{p}(\mathbb {H} )}}.
Für {\displaystyle p=\infty } setzt man {\displaystyle \textstyle \|F\|_{H^{\infty }(\mathbb {H} )}=\sup _{z\in \mathbb {H} }|F(z)|}
und definiert {\displaystyle H^{\infty }(\mathbb {H} )} als Raum aller holomorphen Funktionen {\displaystyle F:\mathbb {H} \to \mathbb {C} }, für die dieser Wert endlich ist.
Wenn allgemein von Hardy-Räumen {\displaystyle H^{p}} die Rede ist, ist in der Regel klar, welche der beiden Klassen gemeint ist (also ob {\displaystyle D=\mathbb {D} } oder {\displaystyle D=\mathbb {H} }); üblicherweise ist es der Raum {\displaystyle H^{p}(\mathbb {D} )} von Funktionen auf der Einheitskreisscheibe {\displaystyle \mathbb {D} }.

## Faktorisierung
Für {\displaystyle p\geq 1} kann jede Funktion {\displaystyle f\in H^{p}} als Produkt {\displaystyle f=Gh} geschrieben werden, worin {\displaystyle G} eine äußere Funktion und {\displaystyle h} eine innere Funktion ist.
Für {\displaystyle H^{p}=H^{p}(\mathbb {D} )} auf der Einheitsscheibe beispielsweise ist {\displaystyle h} eine innere Funktion genau dann, wenn {\displaystyle |h(z)|\leq 1} auf der Einheitskreisscheibe gilt und der Grenzwert
{\displaystyle \lim _{r\rightarrow 1^{-}}h(re^{i\theta })}
für fast alle {\displaystyle \theta } existiert und sein absoluter Betrag gleich 1 ist. {\displaystyle G} ist eine äußere Funktion, wenn
{\displaystyle G(z)=\exp \left(i\phi +{\frac {1}{2\pi }}\int _{0}^{2\pi }{\frac {e^{i\theta }+z}{e^{i\theta }-z}}g(e^{i\theta }){\rm {d}}\theta \right)}
für einen reellen Wert {\displaystyle \phi } und eine reellwertige und auf dem Einheitskreis integrable Funktion {\displaystyle g}.

## Weitere Eigenschaften
- Für {\displaystyle 1\leq p\leq \infty } sind die Räume {\displaystyle H^{p}} Banachräume.
- Für {\displaystyle p>1} gilt {\displaystyle H^{p}(\mathbb {D} )\cong L^{p}([0,1])} und {\displaystyle H^{p}(\mathbb {H} )\cong L^{p}(\mathbb {R} )}.

- Für {\displaystyle 1<p<q<\infty } gilt {\displaystyle H^{\infty }(\mathbb {D} )\subset H^{q}(\mathbb {D} )\subset H^{p}(\mathbb {D} )\subset H^{1}(\mathbb {D} )}. Dabei sind alle diese Inklusionen echt.

## Reelle Hardy-Räume
Aus den Hardy-Räumen der oberen Halbebene entwickelten Elias Stein und Guido Weiss die Theorie der reellen Hardy-Räume {\displaystyle {\mathcal {H}}^{p}(\mathbb {R} ^{n})}.

### Definition
Sei {\displaystyle \phi \in S} eine Schwartz-Funktion auf {\displaystyle \mathbb {R} ^{n}} und {\displaystyle \phi _{t}(x)=t^{-n}\phi (t^{-1}x)} für t > 0 eine Dirac-Folge. Sei {\displaystyle f\in S'} eine temperierte Distribution, so sind die radiale Maximalfunktion {\displaystyle m_{\phi }(f)} und die nicht-tangentiale Maximalfunktion {\displaystyle M_{\phi }(f)} definiert durch
{\displaystyle {\begin{aligned}m_{\phi }(f)(x)=&\sup _{t>0}|f*\phi _{t}(x)|,\\M_{\phi }(f)(x)=&\sup _{|y-x|<t<\infty }|f*\phi _{t}(y)|.\end{aligned}}}
Hierbei bezeichnet {\displaystyle *} die Faltung zwischen einer temperierten Distribution und einer Schwartz-Funktion.
Charles Fefferman und Elias M. Stein bewiesen für {\displaystyle f\in S'(\mathbb {R} ^{n})} und {\displaystyle 0<p\leq \infty }, dass die folgenden drei Bedingungen äquivalent sind:
1. {\displaystyle m_{\phi }(f)\in L^{p}} für ein {\displaystyle \phi \in S} mit {\displaystyle \int _{\mathbb {R} ^{n}}\phi \neq 0},
2. {\displaystyle M_{\phi }(f)\in L^{p}} für ein {\displaystyle \phi \in S} mit {\displaystyle \int _{\mathbb {R} ^{n}}\phi \neq 0},
3. {\displaystyle M_{\phi }(f)\in L^{p}} für jedes {\displaystyle \phi \in S} und {\displaystyle M_{\phi }(f)} ist in einer geeigneten Teilmenge {\displaystyle U\subset S} gleichmäßig beschränkt in {\displaystyle \phi }.

Man definiert den reellen Hardy-Raum {\displaystyle {\mathcal {H}}^{p}(\mathbb {R} ^{n})} als den Raum, welcher alle temperierten Distributionen enthält, die die obigen Bedingungen erfüllen.

### Atomare Zerlegung
Insbesondere {\displaystyle {\mathcal {H}}^{1}(\mathbb {R} ^{n})}-Funktionen haben die Eigenschaft, dass man sie in eine Reihe "kleiner" Funktionen sogenannter Atome zerlegen kann. Ein {\displaystyle {\mathcal {H}}^{p}}-Atom ist für {\displaystyle p\leq 1} eine Funktion {\displaystyle a}, so dass gilt:
1. {\displaystyle a} hat ihren Träger in einem Ball {\displaystyle B};
2. {\displaystyle |a|\leq \mu (B)^{-1/p}} fast überall; und
3. {\displaystyle \int _{B}x^{\beta }a(x)\mathrm {d} \mu (x)\,=\,0} für alle {\displaystyle \beta } mit {\displaystyle |\beta |\leq n(p^{-1}-1)}.

Die Forderungen 1 und 2 garantieren die Ungleichung {\displaystyle \textstyle \int _{\mathbb {R} ^{n}}|a(x)|^{p}\mathrm {d} x\leq 1} und die Forderung 3 bringt die stärkere Ungleichung
{\displaystyle \int _{\mathbb {R} ^{n}}(M_{\Phi }(a)(x))^{p}\mathrm {d} x\leq c}.
Der Satz über die atomare Zerlegung sagt nun, für {\displaystyle f\in {\mathcal {H}}^{p}(\mathbb {R} ^{n})} mit {\displaystyle p\leq 1} kann {\displaystyle f} als Reihe von {\displaystyle {\mathcal {H}}^{p}}-Atomen {\displaystyle a_{k}}
{\displaystyle f=\sum _{k=1}^{\infty }\lambda _{k}a_{k}}
geschrieben werden. Dabei ist {\displaystyle (\lambda _{k})_{k}} eine Folge komplexer Zahlen mit {\displaystyle \textstyle \sum _{k=1}^{\infty }|\lambda _{k}|^{p}<\infty }. Die Reihe {\displaystyle \textstyle \sum _{k=1}^{\infty }\lambda _{k}a_{k}} konvergiert im Distributionensinne und es gilt weiter
{\displaystyle \|f\|_{{\mathcal {H}}^{p}}\leq c\left(\sum _{k=1}^{\infty }|\lambda _{k}|^{p}\right)^{1/p}}.

### Verbindung zu den Hardy-Räumen
Wie oben schon erwähnt, sind die reellen Hardy-Räume aus den Hardy-Räumen der Funktionentheorie heraus entwickelt worden. Dies wird im folgenden Abschnitt erläutert, jedoch beschränken wir uns hier auf den Fall {\displaystyle 1-1/n<p<\infty }. Der interessante Fall {\displaystyle p=1} wird also mit abgehandelt und für {\displaystyle n=1} erhält man die ganze Spanne {\displaystyle 0<p<\infty }.
Seien
{\displaystyle u_{0},u_{1},\ldots ,u_{n}:\mathbb {R} _{+}^{n+1}\to \mathbb {R} }
Funktionen auf der oberen Halbebene, welche die verallgemeinerten Cauchy-Riemann'schen Differentialgleichungen
{\displaystyle \sum _{j=0}^{n}{\frac {\partial u_{j}}{\partial x_{j}}}=0} und
{\displaystyle {\frac {\partial u_{j}}{\partial x_{k}}}={\frac {\partial u_{k}}{\partial x_{j}}}}
für {\displaystyle 0\leq j,k\leq n} erfüllen.
Jede Funktion {\displaystyle u_{j}} ist also eine harmonische Funktion und im Fall {\displaystyle n=1} entsprechen die verallgemeinerten Cauchy-Riemann'schen Differentialgleichungen genau den normalen Cauchy-Riemann-Gleichungen. Somit gibt es also eine holomorphe Funktion {\displaystyle f=u_{0}+iu_{1}} bezüglich der Variablen {\displaystyle x_{1}+ix_{0}}.
Nach einem weiteren Satz von Fefferman und Stein erfüllt eine harmonische Funktion {\displaystyle u} genau dann eine der drei äquivalenten {\displaystyle H^{p}}-Bedingungen, falls eine Funktion {\displaystyle F=(u,u_{1},\ldots ,u_{n})} existiert, welche den verallgemeinerten Cauchy-Riemann'schen Differentialgleichungen genügt und welche {\displaystyle L^{p}}-beschränkt ist, was
{\displaystyle \sup _{x_{0}>0}\int _{\mathbb {R} ^{n}}|F(x,x_{0})|^{p}\mathrm {d} x<\infty }
bedeutet.

### Weitere Eigenschaften
- Für {\displaystyle 1<p\leq \infty } gilt analog {\displaystyle {\mathcal {H}}^{p}(\mathbb {R} ^{n})\cong L^{p}(\mathbb {R} ^{n})}. Also auch die reellen Hardy-Räume können für diese p mit den entsprechenden {\displaystyle L^{p}(\mathbb {R} ^{n})}-Räumen identifiziert werden.
- Für den Fall {\displaystyle p=1} kann man {\displaystyle {\mathcal {H}}^{1}(\mathbb {R} ^{n})} als echte Teilmenge von {\displaystyle L^{1}(\mathbb {R} ^{n})} auffassen.
- {\displaystyle {\mathcal {H}}^{p}(\mathbb {R} ^{n})\cap L_{loc}^{1}(\mathbb {R} ^{n})} liegt für {\displaystyle 0<p<\infty } dicht in {\displaystyle {\mathcal {H}}^{p}(\mathbb {R} ^{n})}.
- Der Hardy-Raum {\displaystyle {\mathcal {H}}^{1}(\mathbb {R} ^{n})} ist nicht reflexiv, der Funktionenraum BMO ist sein Dualraum.

## Anwendungen
Hardy-Räume finden Anwendung in der Funktionalanalysis selbst, aber ebenso in der Kontrolltheorie und in der Streutheorie. Sie spielen auch in der Signalverarbeitung eine grundlegende Rolle. Einem reellwertigen Signal {\displaystyle f}, das für alle {\displaystyle t\in \mathbb {R} } von endlicher Energie ist, ordnet man das analytische Signal {\displaystyle F} zu, so dass {\displaystyle f(t)=\Re F(t)}. Ist {\displaystyle f\in L^{2}(\mathbb {R} )}, so ist {\displaystyle F\in H^{2}(\mathbb {H} )} und
{\displaystyle F(t)=f(t)+ig(t).}
(Die Funktion {\displaystyle g} ist die Hilberttransformierte von {\displaystyle f}). Beispielsweise ist für ein Signal {\displaystyle f(t)=A(t)\cos \varphi (t)}, dessen zugeordnetes analytisches Signal {\displaystyle F\in H^{2}(\mathbb {H} )} ist, durch {\displaystyle F(t)=A(t)e^{i\varphi (t)}} gegeben.